# Po-2
Po-2 (ros. По-2) – radziecki dwupłatowy samolot szkolny i wielozadaniowy, zaprojektowany w 1928 w biurze konstrukcyjnym Nikołaja Polikarpowa. Do roku 1944 maszyna była oznaczona jako U-2, a jej popularna nazwa to Kukuruźnik. W kodzie aliantów oznaczony jako Mule od ang. muł, a przez Polaków nazywany „pociak”.
Po-2 był wykorzystywany głównie do szkolenia pilotów, a także do zadań agrolotniczych, czyli opryskiwania pól. Podczas II wojny światowej wsławił się jako nocny bombowiec. Należące do Korei Północnej maszyny Po-2 były wykorzystywane na początku lat 50. podczas wojny koreańskiej. Po-2 zasłynął z tego, że był nieprzerwanie eksploatowany przez 35 lat i wyprodukowano go w liczbie ponad 33 000 egzemplarzy, a wraz z maszynami licencyjnymi przeszło 40 tysięcy.

## Historia

Silnik M-11D eksponowany w MLP w Krakowie

W 1924 Armia Czerwona ogłosiła wstępne wymagania taktyczne na samolot szkolny i przejściowy. Nikołaj Polikarpow opracował projekt samolotu 2UB-3 który, z różnymi silnikami, spełniał wymogi wojska. W marcu 1927 odbyły się próby w locie, które wykazały dobre właściwości lotne konstrukcji. Maszyna posiadała wiele zalet, głównie nieskomplikowaną technologię produkcji, prostą obsługę, krótką drogę startu i lądowania oraz możliwość latania w każdych warunkach atmosferycznych. W przypadku awarii naprawa nie przysparzała większych problemów. Samolot „wybaczał" uczniowi błędy popełniane we wczesnej fazie szkolenia.
Na skutek zmiany specyfikacji zamówienia samolot został uznany za spełniający warunki dla samolotu przejściowego i otrzymał oznaczenie P-1. Konieczne stało się uzbrojenie samolotu. Konstruktor dodał stały karabin maszynowy pilota oraz ruchomy w tylnej kabinie oraz wymieniono silnik na M-6 o mocy 300 KM. W latach 1928–1930 zbudowano 55 egzemplarzy. Polikarpow otrzymał zadanie dostosowania P-2 do roli samolotu szkolnego. Maszyna została pozbawiona uzbrojenia, silnik zmieniono na rodzimy M-12. W celu uproszczenia produkcji wiele elementów konstrukcyjnych wykorzystano z P-2. Budowę prototypu ukończono do lata 1927, jednak z powodu niezakończenia prac nad M-12, zmieniono silnik na M-11. W czerwcu 1927 samolot został oblatany, występowały problemy z silnikiem, które jednak szybko udało się usunąć. W drugim prototypie wprowadzono istotne zmiany konstrukcyjne: zmniejszono grubość profilu skrzydła, zmieniono obrys skrzydeł na eliptyczny oraz znacznie powiększono ster kierunku. 7 stycznia 1928 pilot doświadczalny Michaił M. Gromowo oblatał zmodyfikowaną konstrukcję. Samolot otrzymał oznaczenie U-2 i w marcu 1928 został skierowany do produkcji masowej. Zakład nr 23 w Leningradzie otrzymał zadanie wyprodukowania sześciu egzemplarzy serii informacyjnej. Do 1941 wyprodukowano w nim 14 245 egzemplarzy samolotu U-2. 
Produkcję U-2 uruchomiono również w Zakładzie nr 387, po ataku III Rzeszy na ZSRR, przeniesiono go z Leningradu do Kazania. Nowy zakład produkcji U-2 otrzymał numer 387. W 1943 produkcję U-2 uruchomiono w trzech następnych zakładach: Zakładzie nr 464 w Dolgoprudnym, Zakładzie nr 471 w Szumerle i Zakładzie nr 494 w Kozłowce. Produkcja seryjna U-2 w ZSRR trwała do 1949, do 1953 w warsztatach i lotniczych zakładach remontowych lotnictwa cywilnego budowano pojedyncze egzemplarze. Kolejne maszyny po śmierci konstruktora w 1944 roku zostały przemianowane na jego cześć na Po-2.
Podczas wojny U-2 były używane do celów ćwiczebnych, transportowych i nocnych lotów bojowych. W latach 1948–1954 Po-2 były produkowane w Polsce pod oznaczeniem CSS-13.

## Użycie bojowe
Chociaż Po-2 był od początku wojny (jako samolot bojowy) maszyną całkowicie przestarzałą, to wykorzystywano go bardzo intensywnie do nękających ataków na cele naziemne i jako samolot transportowy. Walczący na froncie wschodnim żołnierze Wehrmachtu przezwali go, od charakterystycznego odgłosu silnika maszyną do szycia (niem. Nähmaschine). pierwsze użycie bojowe Po-2 miało miejsce w sierpniu 1941 w rejonie jeziora Ilmen.
Najsłynniejszą jednostką wykorzystującą samoloty Po-2 był 588. Pułk Bombowców Nocnych, w którego skład (zarówno personel naziemny jak i latający) wchodziły same kobiety. W innych pułkach nocnych bombowców kobiety stanowiły większość w składach załóg. Zadaniem pułku było nocne nękające bombardowanie znajdujących się na tyłach wroga instalacji militarnych. Dwie najbardziej utytułowane pilotki, Jekatierina Riabowa i Nadieżda Popowa, wykonały jednej nocy rekordową liczbę 18 misji bombowych. Skutkiem działań kobiecej jednostki były nie tylko straty materialne, ale także obniżenie morale żołnierzy niemieckich, którzy nazywali pilotki nocnymi wiedźmami (niem. Nachthexen, ros. Ночные Ведьмы). Efekt psychologiczny nocnych działań potęgowała również taktyka nalotów. Samoloty w szerokich kręgach, nad własnym lotniskiem nabierały wysokości (prędkość wznoszenia z bombami zaledwie 0,5-0,6 m/sek), zaś w pobliżu linii wroga atakowały bombami 50 kg z lotu szybowego (z silnikami pracującymi na mocy minimalnej), gdy jedynym odgłosem był szum skrzydeł, metalowych linek usztywniających konstrukcję oraz świst i eksplozje bomb. Po zrzucie bomb (maksymalnie 6 bomb po 50 kg) maszyny na pełnej mocy oddalały się z miejsca ataku. Pilotki 588 Pułku były wielokrotnie odznaczane Orderem Czerwonego Sztandaru i Bohatera Związku Radzieckiego, a niektóre z nich, mające blisko 1000 misji na koncie, wzięły udział w bitwie o Berlin w 1945 r. Kukuruźnik, wbrew pozorom, był maszyną bardzo trudną do zestrzelenia przez samoloty Luftwaffe ze względu na to, że jego prędkość maksymalna była niższa niż prędkość przeciągnięcia  myśliwców niemieckich Messerschmitt Bf 109 i Focke-Wulf Fw 190, co znacznie utrudniało celowanie. Znacznie groźniejszy był ostrzał z ziemi, dlatego maszyny te nie wykonywały tego typu lotów w dzień. 
Samoloty typu Po-2, były używane również przez lotnictwo LWP. W wersję łącznikową były wyposażone klucze i eskadry łącznikowe działające przy różnych sztabach i dowództwach. Nocna wersja bombowa była używana w 2 Pułku Nocnych Bombowców „Kraków”.
Po-2 były używane bojowo przez lotnictwo polskie także po wojnie. W ramach akcji „Wisła” w 1947 roku, do rozpoznawania położenia oddziałów UPA oraz do ich ostrzeliwania i bombardowania. Uzbrojenie polskich Po-2 stanowił karabin maszynowy SzKAS lub Diegtiariowa kal. 7,62 mm, obsługiwany przez obserwatora, który wyrzucał z kabiny również granaty F-1.

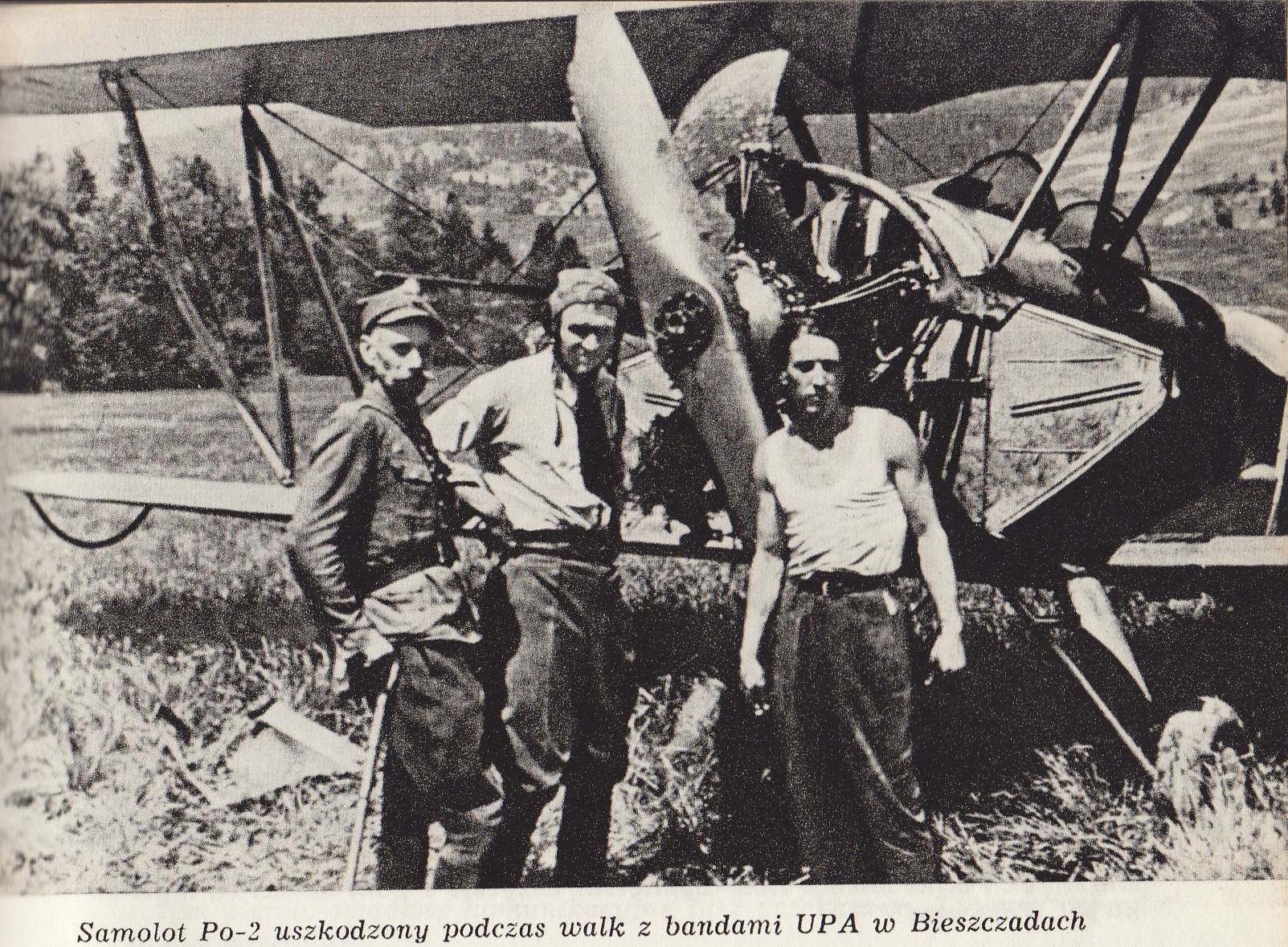
Polski Po-2 uszkodzony podczas walk z UPA w Bieszczadach

Samoloty typu Po-2 znajdowały się w uzbrojeniu polskiego lotnictwa wojskowego do 1950 roku. W lotnictwie cywilnym służyły do końca lat 60. XX wieku.
W latach 1950–1953 samoloty Po-2 były wykorzystywane lokalnie  podczas wojny koreańskiej. Również na tym froncie okazało się, że samoloty te są bardzo trudne do zestrzelenia ze względu na małe rozmiary, konstrukcję drewnianą krytą płótnem, która bardzo słabo odbija promieniowanie radarowe, co utrudniało zlokalizowanie maszyn w przestrzeni przez amerykańskie myśliwce nocne.

## Wersje
Samolot Po-2 był produkowany w wielu wersjach rozwojowych:
- U-2 — podstawowa wersja produkcyjna budowana od 1928 roku w wielu odmianach wojskowych i cywilnych. Używany głównie jako lekka maszyna transportowa, rozpoznawcza i szkolna. Napęd stanowił tłokowy silnik gwiazdowy Szwecow M-11 o mocy 100 KM (75 kW), a w późniejszych wersjach mocniejsza wersja 150 KM (110 kW). Niektóre z maszyn posiadały zakrytą kabinę, narty lub pływaki. Były również warianty rolnicze ze zbiornikiem na chemikalia zamiast tylnej kabiny.
- E-23 — samolot eksperymentalny zbudowany w 1934 w Związku Radzieckim do testów w locie odwróconym.
- U-2P — wodnosamolot budowany w niewielkiej liczbie egzemplarzy.
- U-2SSz — samolot łącznikowy.
- Po-SzS — samolot łącznikowy z 1944 roku z szerszym kadłubem oraz zakrytą kabiną dla 4-5 osób.
- U-2SP — powojenna wersja transportowa z dwoma lub czterema miejscami pasażerskimi. Niektóre maszyny tej wersji były wykorzystywane do zwiadu powietrznego lub fotografowania z powietrza.
- U-2A — jednomiejscowa wersja ze zbiornikiem na 200 kg środków chemicznych i urządzeniem rozpylającym.
- U-2S — samolot sanitarny z możliwością przymocowania dwóch par noszy pomiędzy płatami lub nad nimi.
- U-2L (Po-2L) — wersja kabinowa z dwoma miejscami pasażerskimi
- U-2LSz — lekki samolot szturmowy uzbrojony w karabin maszynowy SzKAS kalibru 7,62 mm, dwie bomby po 120 kg pod skrzydłami oraz pociski rakietowe RS-82. Do tej wersji przebudowano większość maszyn z przedwojennej produkcji.
- U-2LNB — lekki nocny bombowiec produkowany od początku 1941 roku.
- U-2WS — główny samolot radzieckich sił powietrznych uzbrojony tak jak U-2LNB. W 1945 roku w służbie znajdowało się ponad 9000 maszyn tego typu już pod nowym oznaczeniem Po-2WS.
- Po-2GN — produkowany od 1944 roku wariant z megafonem do agitacji oddziałów wroga.

### Polskie wersje licencyjne
- CSS-13 — wersja Po-2 produkowana po II wojnie światowej posiadające 2 miejsca.
- CSS-S-13 — wersja samolotu sanitarnego U-2S produkowana po II wojnie światowej posiadająca całkowicie zakrytą kabinę dla pilota, sanitariusza oraz chorego na noszach.

## Egzemplarze muzealne
Samoloty Po-2 są eksponowane w następujących muzeach:
- Muzeum Lotnictwa Polskiego w Krakowie – Po-2, nr taktyczny 4, nr seryjny 641-646
- Muzeum Oręża Polskiego w Kołobrzegu – CSS-13, nr seryjny 8-0511
- Muzeum Narodowe Rolnictwa i Przemysłu Rolno-Spożywczego w Szreniawie – CSS-13 rejestracja SP-AHS, nr seryjny 0434
- Aeroklub Podkarpacki - Szkoła Lotnicza w Krośnie – latający egzemplarz CSS-13; piloci mają możliwość przeszkolenia się na typ tego zabytkowego samolotu, co stanowi gratkę dla wszystkich pasjonatów lotnictwa posiadających stosowne uprawnienia.

Samoloty Po-2 były eksponowane także w Muzeum Historyczne – Pałac w Dukli i w Muzeum Wojska Polskiego w Warszawie, jednak w obydwu przypadkach, lekkie, nieodpowiednio zabezpieczone samoloty zostały porwane przez wiatr i zupełnie zniszczone podczas wichury. Również Po-2 eksponowany w Muzeum Uzbrojenia w Poznaniu nie oparł się próbie czasu i został zezłomowany na początku lat 90.

## Konstrukcja
Dwupłatowy samolot wielozadaniowy o konstrukcji drewnianej.
Kadłub o przekroju prostokątnym i konstrukcji kratownicowej. Usztywniony w przedniej części drewnianymi prętami, w tylnej naciągami stalowymi. W przedniej części kadłuba znajdował się silnik i jego łoże, oddzielone od reszty kadłuba przegrodą ogniową. Za przegrodą znajdował się zbiornik paliwa o pojemności 126 litrów. Ta część była kryta sklejką, reszta kadłuba była kryta płótnem. Statecznik pionowy wykonany jako integralna część kadłuba. Kabiny załogi otwarte, osłonięte wiatrochronem. Siedzenia regulowane, dostosowane do spadochronów siedzeniowych. Dwumiejscowe samoloty szkolne miały dwa fotele umieszczone jeden za drugim w układzie tandem i podwójny układ sterowniczy. W późniejszym czasie powstały wersje rozwojowe, które znacznie zmieniły konstrukcję kadłuba Po-2. Wersja U-2SP miała trzy ustawione za sobą miejsca dla pilota i dwóch pasażerów i służyła jako wojskowy samolot łącznikowy, a w lotnictwie cywilnym do komunikacji międzymiastowej. Modele oznaczone U-2AP z zamontowanym w kadłubie zbiornikiem i urządzeniem rozpylającym na płatach stosowane były w rolnictwie i leśnictwie do rozpylania środków chemicznych. Wersja U-2S wyposażona była w nosze do transportu chorego. Na liniach Aerofłotu stosowano wersje kabinowe oznaczone U-2L (Po-2L). Ich modyfikacje mogły przewieźć nawet do 6 osób. 
Płat dwudźwigarowy, trójdzielny o eliptycznych końcówkach. Płat górny był zamocowany do kadłuba słupkami tworzącymi literę N, płat dolny był przytwierdzony okuciami do kadłuba. Komora płatowa była usztywniona słupkami również w kształcie litery N oraz usztywniono ścięgnami na krzyż. Krawędź natarcia do przedniego dźwigara była kryta sklejką, dalej płótnem. Lotki bezszczelinowe były umieszczone na obu płatach, ich pokrycie wykonano z płótna. 
Usterzenie o konstrukcji drewnianej, kryte płótnem. Statecznik poziomy dwudzielny, podparty parą zastrzałów. 
Podwozie stałe, trójpunktowe z amortyzowaną drewnianą płozą ogonową.  Koła główne umieszczone na wspólnej osi, amortyzowane sznurem gumowym. 